# 항해자 (영화)
항해자(The Navigator)는 미국에서 제작된 버스터 키튼 감독의 1924년 영화이다. 버스터 키튼 등이 주연으로 출연하였다. 도널드 크리스프가 공동 감독을 맡았다.
이 영화는 문화적, 역사적, 미적 중요성으로 인해 미국 의회도서관에 의해 미국 국립영화등기부의 보존물로 선정되었다.

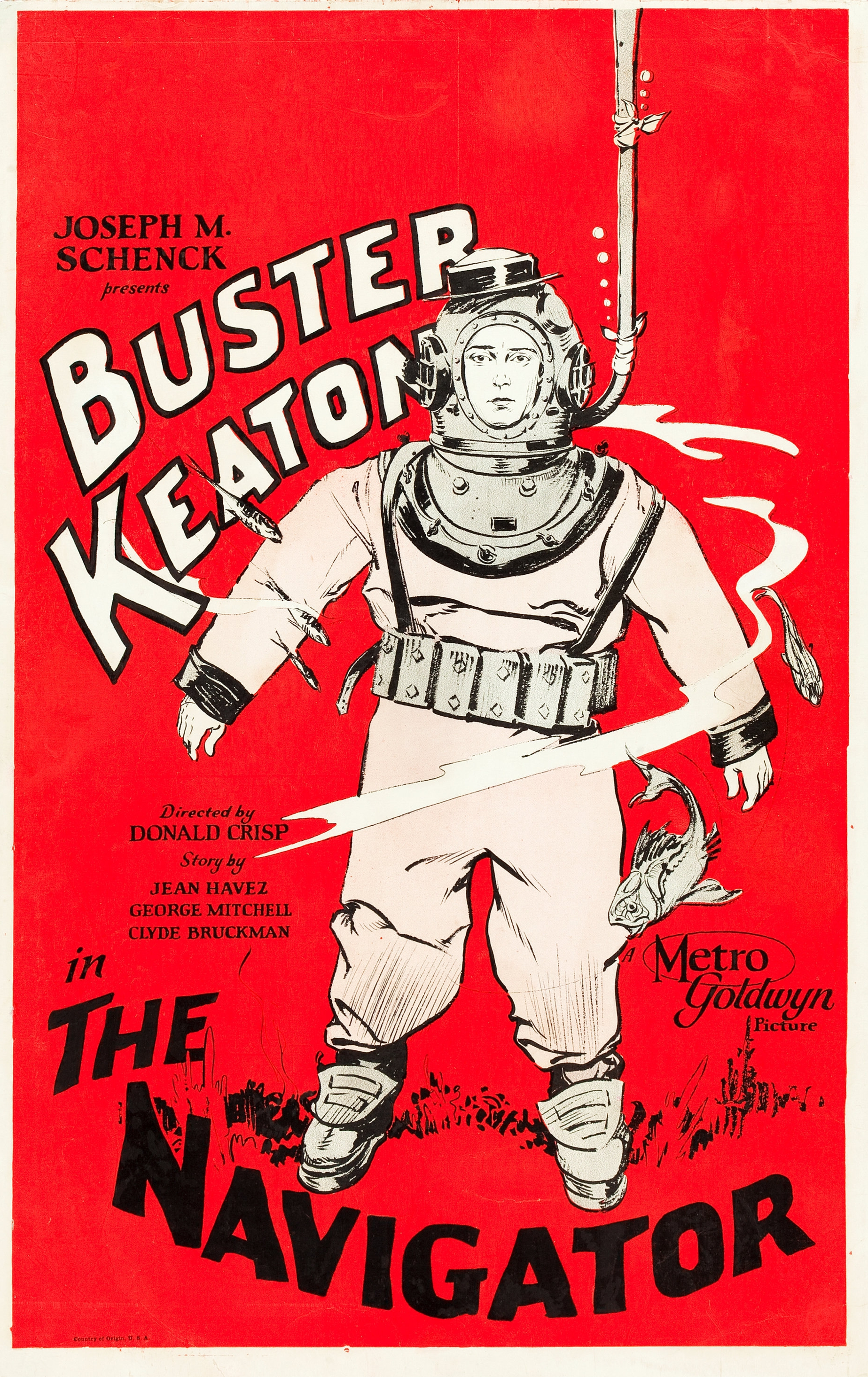
영화 포스터

## 출연

### 주연
- 버스터 키튼
- 캐스린 맥과이어

### 조연
- 프레더릭 브룸
- 클라렌스 버턴
- H.N. 클럭스턴
- 노블 존슨

## 같이 보기
- 버스터 키턴의 작품 목록